# 菲利普·馬克斯
菲利普·馬克斯（德語：Philipp Max；1993年9月30日—），德國足球運動員，現時効力希臘足球超級聯賽球隊帕纳辛奈科斯，德國國家足球隊成員，司職左後衛。他曾在2016年加入德國國奧隊，隨隊參加里約奧運，獲得一枚銀牌。

## 俱樂部生涯
菲利普加入第一家職業俱樂部慕尼黑1860，他在那裡接受了4年青訓，然後在2007年改投拜仁慕尼黑，又在那裡效力了3年。2010年，由於父母決定移居魯爾區的哈爾滕，馬克斯加入沙爾克04青訓營。
馬克斯從小就是踢左中場，主職左邊衛，也可以擔任左邊鋒。不過在沙爾克青年隊，他一度踢過前鋒。2011/12賽季，由於U19隊中鋒菲利普·霍夫曼上調二隊，馬克斯（註冊身高1.78米）改踢中鋒，而且在當季U19德甲西區交出上陣24場攻入15球的成績。
最終馬克斯還是主職在左後衛的位置上。以二隊球員身份在2013/14賽季後半程完成了2次德甲替補出場後，馬克斯以75萬歐元的低價轉會德乙卡爾斯魯厄。僅僅一年之後，奧格斯堡就以380萬歐元把馬克斯帶回了德甲。
過去2個賽季，馬克斯儘管出場率有所保證，但表現並不突出。特別是上賽季，他的位置競爭對手科斯塔斯·斯塔菲利德斯進步明顯，獲得了更多在左邊衛位置首發的機會，而且經常遠射世界波建功，而馬克斯則經常要打左邊鋒。
不管是打四後衛還是三中衛，馬克斯都是主帥曼努埃爾·鮑姆在左路防守位置的首選。半個賽季下來，馬克斯17輪聯賽全部首發，只在第4輪客場2比1擊敗法蘭克福一戰提前換下，交出1個進球與10次助攻的成績單，還5次入選《踢球者》的德甲每輪最佳陣容。特別是最後5輪，他每場都能送出1次助攻。

## 國家隊生涯
在德国1:0战胜捷克的比赛中，菲利普·马克斯完成了自己的在德国国家队的首秀。在比赛中，正是他的助攻帮助卢卡·瓦尔德施密特推射建功。

## 個人生活
菲臘的父親為前德國邊緣國腳，德甲兩季(1999–2000, 2001–02)神射手馬田·麥斯。

## 外部連結
- fussballdaten.de：菲利普·馬克斯之統計數據 （德文）
- Soccerway資料庫：菲利普·馬克斯